# Hank (Altena)
Hank (Brabants: De Hang) is een dorp  in de gemeente Altena, in de Nederlandse provincie Noord-Brabant. Het telt ongeveer 4.345 inwoners, en ligt aan de rand van de Biesbosch. Hank ligt tussen Nieuwendijk en Raamsdonksveer.

## Toponymie
Het dorp werd aanvankelijk Mariapolder genoemd. Over de betekenis van de naam Hank is veel gefantaseerd. Soldaten zijn hier blijven "hangen" en de vissers hadden hier hun netten "hangen". Waarschijnlijk is de naam echter afgeleid van "hang" of "hank", dat de betekenis heeft van een doodlopende kil of kreek in de buitengronden langs grote rivieren.

## Geschiedenis
Hank is een dorp in Het Land van Heusden en Altena. In 1188 werd dit gebied ingepolderd en ontstond er een dorpje, Heeraartswaarde of Herradeskerke genaamd. Het maakte deel uit van de Grote Waard. Een eeuw later was er al sprake van een kerkje. Door de Sint-Elisabethsvloed van 1421 werd het dorpje verzwolgen.
Hank is ontstaan als nederzetting aan de dijk van de Zuid-Hollandse Polder (later Nieuwe Dussense Polder), die in de 17e eeuw tussen Werkendam en Dussen werd aangelegd om het gebied opnieuw te kunnen inpolderen. Samen met Nieuwendijk behoort Hank tot de jongste dorpen in het Land van Altena.
De parochie van Hank werd opgericht in 1863 als de parochie Mariapolder. Voordien hoorde Hank bij de parochie Dussen. In 1896 kwam er een klooster van de Zusters van Liefde. De hervormde gemeente werd in 1903 van die van Dussen afgesplitst.
Hank werd in 1944 door oorlogshandelingen grotendeels verwoest. Bij de wederopbouw werd Hank niet meer als dijkdorp, maar als een woonkern herbouwd. Het dorp had ook te lijden onder de watersnood van 1953.
Via een kreek, de Bleeke Kil, bestond destijds nog een verbinding met de Biesbosch en de Bergsche Maas. Veel van de inwoners van Hank waren daarom vissers, ofwel ze sneden riet en hakten griend in de Biesbosch. Ten gevolge van de Deltawerken verloor de Hankse haven haar verbinding met de Biesbosch. De huidige haven van Hank ligt op een andere locatie en heeft een meer recreatief karakter.
Van Heeraartswaarde zijn overblijfselen gevonden in de vorm van fundamenten die op 2 meter diepte lagen. Vermoedelijk zijn de overblijfselen van de ruïnes der stenen gebouwen indertijd als steengroeve gebruikt.

## Bezienswaardigheden
- Even buiten het dorp bevindt zich de Zuidhollandse Molen, een achtkante molen die vroeger de Zuidhollandse Polder bemaalde. Na een ingrijpende restauratie in 2007 maalt deze poldermolen water in een gesloten circuit rond.
- De Onze-Lieve-Vrouw Onbevlekt Ontvangenkerk, aan Kerkstraat 15, is een neogotische parochiekerk met toren uit 1915, die een waterstaatskerk uit 1865 verving. Architect was J.H.H. van Groenendael. De kerk werd door oorlogshandelingen beschadigd in 1944 en in 1948 weer hersteld, de toren pas in 1958. De bakstenen kerk heeft gele speklagen.
- De Hervormde kerk, uit 1903, bevindt zich in de buurtschap Vierbannen, ten noorden van Hank.
- Oude boerderijen, zoals Voogdwerfsesteeg 2, van het West-Brabantse type, uit de 18e eeuw, met Vlaamse schuur; Visserskade 44, een langgevelboerderij waarvan de kern tot de 18e eeuw teruggaat.
- Keersluis uit 1699, aan de Buitendijk.
- Watersnood-gedenkteken, aan de Buitendijk. Er vielen in Hank zes slachtoffers bij deze ramp.
- Halifax-monument, aan de Aakvlaaiweg, naar aanleiding van een in 1944 neergestort vliegtuig van het type Halifax, dat geborgen werd in 2005, waarop in 2006 een monument is onthuld dat de schroef van het vliegtuig toont.
- Griendwerkerskeet, aan de Jeppegatweg, een gerestaureerde keet van het type waarin de griend- en rietwerkers in de Biesbosch vaak de nacht moesten doorbrengen.
- De Voormalige elektriciteitscentrale, de oudste van Noord-Brabant, uit 1902, aan Buitenkade 5, was een kolencentrale die uitsluitend elektriciteit leverde aan 21 pompgemalen. Er werd geen elektriciteit aan particulieren geleverd. Het vermogen bedroeg 260 kW.
- Ophaalbrug over de Oostkilweg.
- Voormalig Klooster van de Zusters van Liefde, werd gebouwd in 1896 aan Kerkstraat 17 als Liefdesgesticht Heilige Johannes van Liefde, en gesloten in 1960, nu een gemeentelijk monument.

Zie ook:
- Lijst van rijksmonumenten in Hank
- Lijst van gemeentelijke monumenten in Hank

## Natuur en landschap
Ten westen van Hank ligt de Bleeke Kil en begint de Biesbosch. Hier ligt het recreatiegebied Kurenpolder. Ten westen daarvan ligt het einde 20e eeuw aangelegde natuur- en recreatiegebied Aakvlaai, op het gebied van een voormalige polder. Daar weer ten westen van begint de eigenlijke Biesbosch.
Ten zuiden van Hank ligt de Bergsche Maas, waaroverheen de Brug bij Keizersveer ligt, die de verbinding vormt met Raamsdonksveer.
Verder ligt Hank te midden van polders, deels in de 17e eeuw aangelegd, toen land werd teruggewonnen dat tijdens de Sint-Elisabethsvloed was overspoeld.

## Economie
Naast de werkzaamheden in de Biesbosch, zoals rietsnijden, griendhakken en de visserij, en de landbouw, heeft Hank ook industrie gekend. Van belang was voorts de papierfabriek die in 1873 werd gesticht en in 1945 door oorlogsgeweld werd verwoest.

## Verkeer en vervoer

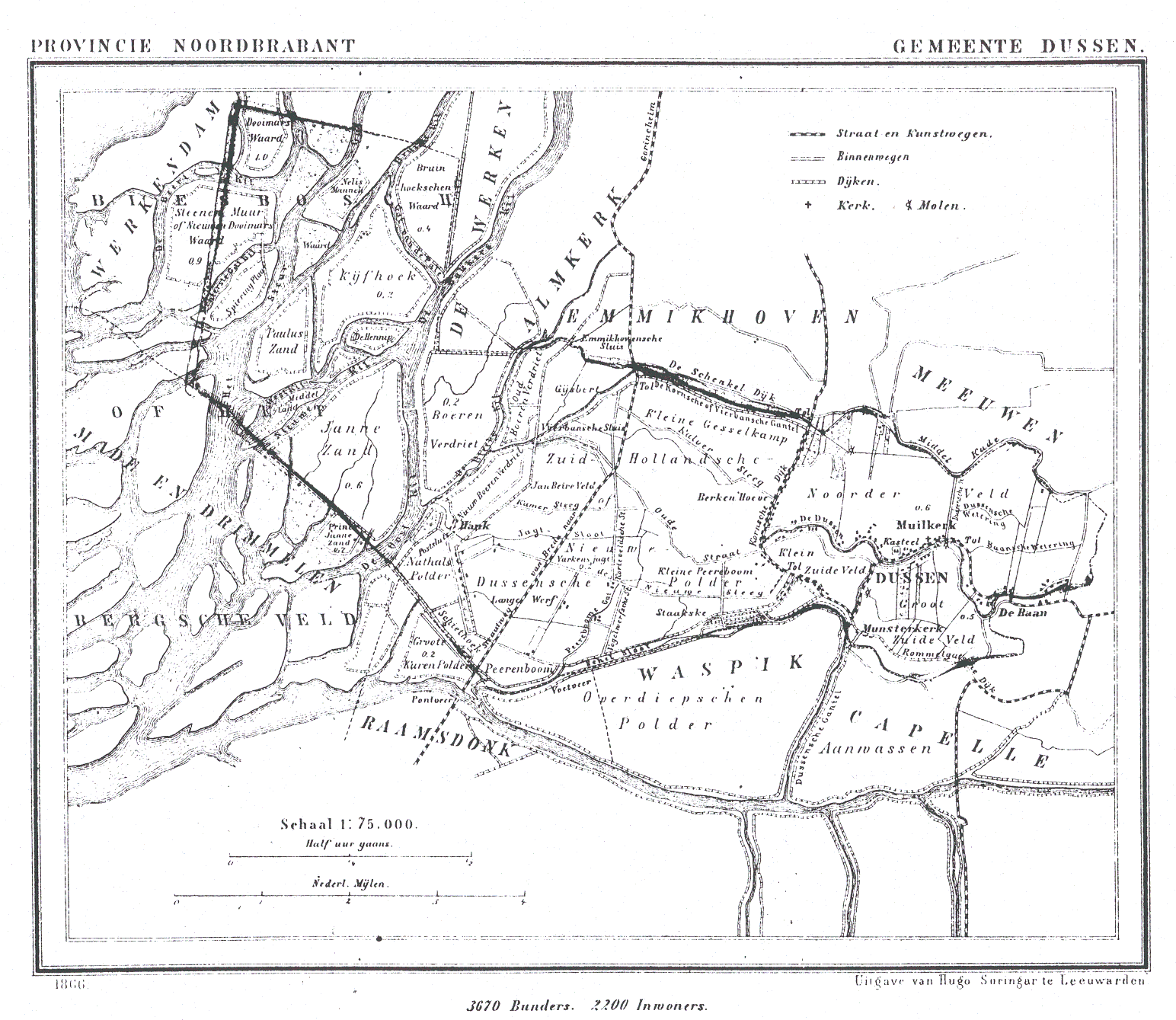
Hank in 1866

Hank is bereikbaar via aansluiting 21 van de A27.

### Openbaar vervoer
Hank is per bus ontsloten door lijndiensten van Arriva:
- Lijn 227: Hank - Dussen - Meeuwen - Eethen - Genderen - Wijk en Aalburg - Heesbeen - Doeveren - Waalwijk (buurtbus)
- Lijn 229: Almkerk - Dussen - Hank - Geertruidenberg - Raamsdonksveer (buurtbus)
- Lijn 500: Oosterhout - Raamsdonksveer - Hank - Nieuwendijk - Sleeuwijk - Vianen - Utrecht (Brabantliner)
- Lijn 501: Breda - Hank - Nieuwendijk - Sleeuwijk - Vianen - Utrecht (Brabantliner)
- Lijn 502: Breda - Hank - Nieuwendijk - Sleeuwijk - Gorinchem (Brabantliner)
- Lijn 682: Andel - Nieuwendijk - Hank - Raamsdonksveer - Geertruidenberg - Made - Wagenberg (schoolbus)
- Lijn 683: Andel - Nieuwendijk - Hank - Raamsdonksveer - Oosterhout - Oosteind - Dongen (schoolbus)

## Uitspraak
De meeste routeplanners vinden het een moeilijke naam, Hank. Het wordt vaak uitgesproken als Henk en door mensen uit de omgeving wordt Hank vaak 'De Hang' genoemd. Door een stichting is er i.s.m. de gemeente ervoor gezorgd dat de Brabantse uitspraak onder de naam te zien is.

## Nabijgelegen kernen
Raamsdonksveer, Nieuwendijk, Dussen